# Rifugio Mandrone
Il rifugio "Città di Trento" al Mandrone si trova nella conca del Mandrone, nel gruppo dell'Adamello, a 2449 m s.l.m, nel territorio del comune di Spiazzo in val Genova.

## Storia
Il rifugio attuale è stato inaugurato dalla SAT nel 1959, poco a monte della vecchia Leipziger Hütte del Club alpino austro-tedesco, inaugurata nel 1879 e sostituita - già nel 1896, perché insufficiente - dalla Mandronhütte, sempre della sezione di Lipsia. L'edificio del 1896 fu distrutto dalle artiglierie italiane nella prima guerra mondiale, mentre l'altro passò alla SAT nel 1921 che lo diede poi alla sezione Cremona del CAI. Nei locali ristrutturati di questo primo rifugio, la vecchia Leipziger Hütte, si trova oggi il "Centro studi Adamello Julius Payer". Il Centro espone materiale sull'ambiente dei ghiacciai e dell'alta montagna. È stato inaugurato nel 1994 dal Comitato glaciologico trentino SAT in collaborazione con il Museo tridentino di scienze naturali e il Parco naturale Adamello-Brenta. Il rifugio inaugurato nel 1959 fu invece costruito grazie ad una sottoscrizione promossa nel 1953 dall'allora sindaco di Trento Nilo Piccoli.

## Caratteristiche e informazioni
È un edificio a tre piani che può ospitare 100 persone. È normalmente aperto e custodito dal 20 giugno al 20 settembre e, condizioni permettendo, anche nel periodo primaverile, per lo scialpinismo. Dispone di locale invernale con 6 posti letto.
È base ideale per l'accesso alla vedretta del Mandrone e alle cime che la circondano e per l'accesso alle cime attorno a Conca Presena. La conca del Mandrone ospita il lago omonimo e altri più piccoli.
Nei pressi del rifugio si trovano inoltre una chiesetta e un piccolo cimitero di guerra austriaco.

## Accessi
- Dalla val Genova: il transito automobilistico da Carisolo alla piana di Bedole è regolamentato; esiste un servizio di navetta. Dalla piana (1584 m) si raggiunge in breve il rifugio Bedole (1641 m). Con ripidi tornanti si risale il fianco della valle fino ai Crozzetti (2253 m), da dove si stacca verso est il  sentiero Migotti, che traversa in quota verso la val Cercen con tratti delicati ed esposti. Con percorso meno ripido si raggiungono il Centro Studi Adamello e poco oltre il rifugio (ore 2,30; E).
- Dal passo del Tonale: si sale in funivia al passo Paradiso (2573 m), da dove si può raggiungere la capanna Presena (2729 m) in seggiovia (a piedi 40 minuti). Percorrendo senza difficoltà la vedretta di Presena, si sale al passo Maroccaro (2975 m), dal quale si scende all'inizio ripidamente e poi per comodo sentiero al rifugio (ore 2 dalla capanna Presena; F).
- D'inverno e in primavera è praticabile solo l'accesso dal passo del Tonale e anziché dal passo Maroccaro si passa solitamente dalla Bocchetta degli Sciatori, tra questo e il passo Presena.

## Ascensioni principali
- Monte Adamello (3539 m): per la vedretta del Mandrone, aggirando il Corno Bianco (ore 5,30; percorso alpinistico, crepacci; F).
- Corno Centrale di Lagoscuro (3166 m): per il passo di Lagoscuro (2970 m) e il Sentiero dei Fiori (ore 2,15; percorso attrezzato; EE; il Sentiero dei Fiori prosegue fino al passo del Castellaccio).
- Cima Presena (3069 m): per il passo Presena (2997 m) e il versante ovest (ore 2,15; F).
- Cima Busazza (3326 m): per il  sentiero Migotti, la val Cercen e il canalone della Busazza all'anticima orientale (3302 m) (fin qui ore 4,30; percorso alpinistico in ambiente selvaggio e poco frequentato; F+); dall'anticima alla cima corre una cresta sottile e frastagliata di roccia cattiva (AD).

## Traversate
- Al rifugio Ai Caduti dell'Adamello alla Lobbia Alta (3040 m): si raggiunge per sentiero la vedretta del Mandrone, la si attraversa e si sale al largo passo della Lobbia Alta e al vicino rifugio (ore 3; percorso alpinistico, crepacci; F).
- Al rifugio Garibaldi (2553 m) al lago del Venercolo: si raggiunge per sentiero la vedretta del Mandrone e la si costeggia sulla destra (sinistra orografica), si mette piede sul ghiacciaio e con un ampio giro verso destra si raggiunge l'intaglio del passo Brizio (3149 m). Subito a nord del passo si trova il bivacco Zanon-Morelli. Dal passo, inizialmente con un tratto ripido e delicato, in parte attrezzato, poi su sentiero, si scende al rifugio (ore 5; percorso alpinistico, crepacci, pericolo di caduta sassi al passo Brizio; F+).
- Al rifugio Denza in val Stavel (2298 m): si scende verso la val Genova fino ai Crozzetti (2253 m), dove si prende il sentiero Migotti che traversa in val Cercen; dalla Mandra Cercen alta (ruderi, 2267 m) si sale al passo Cercen (3022 m), dal quale per la vedretta della Presanella e poi per sentiero si scende al rifugio (ore 6; percorso alpinistico a tratti esposto, crepacci; F+).

## Scialpinismo
- Rifugio Ai Caduti dell'Adamello alla Lobbia Alta, per l'itinerario estivo; PD.
- Monte Adamello, per l'itinerario estivo; PD.
- Discesa del Pisgana: attraverso il passo della Valletta (3191 m) o il passo Venezia (3226 m) con discesa lungo la vedretta di Pisgana a Sozzine, Ponte di Legno; PD S3.
- Variante "Pisganino": attraverso il passo del Pisgana (2933 m), con discesa per il ramo orientale della vedretta di Pisgana; PD+ S3.

## La grande guerra
All'inizio della prima guerra mondiale il rifugio Mandrone era un'importante base logistica austroungarica. Il 25 agosto 1915 la cresta Corni di Bedole - cima Payer - Corni di Lago Scuro fu occupata dagli italiani; gli austriaci erano attestati sulla linea passo Paradiso - passo Maroccaro - cima Presena - rifugio Mandrone - val Genova. L'anno successivo, con una serie di operazioni - la "battaglia dei ghiacciai" - iniziata il 12 aprile 1916, gli alpini conquistarono la dorsale monte Fumo - Lobbie e la dorsale passo di Cavento - Crozzon di Lares - Crozzon di Folgorida. Il 17 maggio gli italiani scesero fino alla piana di Bedole. Quasi accerchiati, gli austriaci arretrarono le linee abbandonando la conca del Mandrone, che fu occupata dagli alpini il 18 maggio 1916 senza sparare un colpo e rimase in mano italiana fino alla fine della guerra.